# Joseph Gullung
Joseph Gullung, né le 1er février 1892 à Zinswiller (Bas-Rhin) et mort le 18 octobre 1970 à Mulhouse (Haut-Rhin), est un homme politique français.

## Biographie
Géomètre de profession, il exerce son métier en Allemagne puis en France. Installé en 1925 à Ensisheim, il s'y présente aux élections municipales en 1929. Élu maire, il adhère ensuite à l'Union populaire républicaine, le grand parti démocrate-chrétien qui domine la vie politique alsacienne dans l'entre-deux-guerres. Il devient ensuite conseiller général et, en 1936, député, membre du groupe des Indépendants d'action populaire.
Le 10 juillet 1940, Joseph Gullung vote en faveur de la remise des pleins pouvoirs au maréchal Pétain. Il ne retrouve pas le chemin du Parlement après la Seconde Guerre mondiale.

## Sources
- « Joseph Gullung », dans le Dictionnaire des parlementaires français (1889-1940), sous la direction de Jean Jolly, PUF, 1960 [détail de l’édition]